# Азбука Бет
«Азбука Бет» (англ. The ABC’s of Beth) — девятый эпизод третьего сезона американского мультсериала «Рик и Морти». Сценарий к эпизоду написал Майк Макмэхан, а режиссёром выступил Хуан Меса-Леон.
Название эпизода отсылает к фильму «Азбука смерти» (2012).
Премьера эпизода состоялась 24 сентября 2017 года в блоке Adult Swim на Cartoon Network. Эпизод посмотрели около 2,5 миллиона зрителей во время выхода в эфир.

## Сюжет
Рик и Бет попадают во Фрупиленд, фантастический мир, созданный Риком для юной Бет. Их цель — вернуть Томми, друга детства Бет, который оказался в ловушке во Фрупиленде, и предотвратить казнь его отца, которого ложно обвиняют в том, что он съел его. Томми, который все эти годы выживал, прибегая к зоофилии, инцесту и каннибализму, отказывается возвращаться в реальный мир. Рик и Бет создают клон Томми и этим спасают жизнь его отца. Вернувшись домой, Рик предлагает Бет возможность создать заменяющий её клон, пока она могла бы свободно путешествовать по миру.
Между тем, Джерри встречается с инопланетным охотником по имени Киара, к удивлению Морти и Саммер. Когда он решает разорвать отношения, Киара приходит в ярость и пытается убить детей, которых она считает причастными. Ситуация разрешается после того, как стало известно, что Киара использовала Джерри, чтобы избавиться от своего предыдущего парня, так же, как Джерри сделал это с ней.
В сцене после титров автоответчик Джерри воспроизводит сообщения, предупреждающие его, что парень Киары идёт убить его, но Рик говорит, что убил парня Киары, и также занимался с ней сексом.

## Отзывы
Джесси Шедин из IGN оценив эпизод на 8,8/10, прокомментировав тот факт, что Бет и Джерри обычно не играют главных ролей в эпизодах 3 сезона, заявив, что «„Азбука Бет“ казалась согласованной попыткой наверстать упущенное время, и это не разочаровало». Шедин дал эпизоду три звезды из пяти, заявив, что в этом эпизоде были «некоторые довольно тёмные вещи, другими словами … Достаточно задуматься, не зашли ли сценаристы слишком далеко, исследуя тёмное существо, которое скрывается под приятной внешностью Бет». Джо Матар из Den of Geek назвал весь сезон, особенно «Азбуку Бет», перегруженным, заявив, что он «немного теряет сюжет … Это прискорбно, потому что этот сериал так хорош, что постепенно раскрывает всех своих персонажей, помимо Рика и Морти и настало время Бет сиять».
Дженни Джефф из Vulture заявила, что «если тот факт, что „Азбука Бет“ появляется сразу после „Мозговыносяшек Морти“, имеет хоть какое-то значение, мы можем заключить, что они делали всё это раньше, и они будут продолжать делать это снова, во всех мыслимых вселенных, до скончания веков. Но, как могли бы напомнить нам Рик или Бет, на самом деле это не имеет значения».